# 2 Crónicas 31
2 Crónicas 31 es el trigesimoprimer capítulo del Segundo Libro de las Crónicas en el Antiguo Testamento de la  Biblia cristiana o de la segunda parte de los Libros de las Crónicas en la Biblia hebrea. El libro está compilado a partir de fuentes más antiguas por una persona o grupo desconocido, designado por los estudiosos modernos como «el Cronista», y su forma final se estableció a finales del siglo V o IV a. C. Este capítulo pertenece a la sección centrada en el reino de Judá hasta su destrucción por los babilonios bajo Nabucodonosor y el comienzo de la restauración bajo Ciro el Grande de Persia (2 Crónicas 10 a 36). El tema central de este capítulo es el reinado de Ezequías, rey de Judá.

## Texto
Este capítulo fue escrito originalmente en el idioma hebreo y está dividido en 27 versículos.

### Testigos textuales
Algunos manuscritos antiguos que contienen el texto de este capítulo en hebreo bíblico son del Texto masorético, que incluye el Códice de Alepo (siglo X) y el Códice de Leningrado (1008).
También existe una traducción al griego koiné conocida como la Septuaginta, realizada en los últimos siglos a. C. Entre los manuscritos antiguos existentes de la versión de la Septuaginta se encuentran el Códice Vaticano (B; {\displaystyle \ ara{G}}B; siglo IV) y el Códice Alejandrino (A; {\displaystyle \ ara{G}}A; siglo V). 

## La reforma de Ezequías (31:1-10)
El versículo 1 es paralelo a 2 Reyes 18:4 y resume las medidas reformadoras de Ezequías. Una vez reinstaurado el servicio del templo, Ezequías restableció las divisiones sacerdotales y levíticas establecidas por David (1 Crónicas 23–26; 1 Crónicas 28:13, 21) e implementadas por Salomón (cf. 2 Crónicas 8:14; 23:18–19), y luego organizó los diezmos.  El rey también contribuyó al mantenimiento del Templo y de sus trabajadores, como hizo David (1 Crónicas 22:14-16; 29:2-5), y el pueblo respondió de la misma manera con su generosidad (cf. 1 Crónicas 29:6-9). El sumo sacerdote en tiempos de Ezequías era Azarías, que tiene el mismo nombre que el sumo sacerdote bajo Salomón, ambos del linaje de Sadoc, retratando a Ezequías de manera similar a David y Salomón, aunque sus nombres no se mencionan explícitamente en este capítulo.

### Versículo 7
En el tercer mes comenzaron a poner los cimientos de los montones, y los terminaron en el séptimo mes.
- «El tercer mes» (Sivan; normalmente mayo-junio) es el mes de la cosecha de cereales y, al mismo tiempo, el mes de la fiesta de la cosecha (llamada «Shavuot», «Fiesta de las semanas», «Fiesta de la cosecha», «Fiesta de las primicias» o «Pentecostés»),[12] [16][17] que caía alrededor del sexto día del mes en que se pagaba el diezmo en especie.[18]
- «El séptimo mes» (Tishrei; normalmente de septiembre a octubre): es el período de la vendimia y la recolección de la fruta y la celebración de la Fiesta de la Recolección («Sukkot» o «Fiesta de los Tabernáculos»).[12][16]

## Ezequías organiza a los sacerdotes (31:11-21)
El rey Ezequías ordenó construir o renovar más cámaras para almacenar la abundancia de diezmos necesarios para tal fin. Dos levitas (Cononia y Simei) administraban «las ofrendas, los diezmos y las cosas dedicadas», con la ayuda de diez «supervisores» (Jehiel, Azazías, Nahat, Asael, Jerimot, Jozabad, Eliel, Ismaquías, Mahat y Benaía), lo que daba como resultado la «suma redonda de doce» (versículos 11-13).  Los versículos 14-19 detallan la distribución de las ofrendas como apoyo financiero para los sacerdotes y levitas en función del número y tamaño de la familia (cf. 9), tanto en Jerusalén como en las demás ciudades. Los versículos 20-21 son paralelos a 9 en la evaluación del reinado de Ezequías,  alabando a Ezequías más que a cualquier otro rey de Judá, describiéndolo en una triple alabanza específica: «bueno, justo y fiel ante el SEÑOR».

### Versículo 19
También de los hijos de Aarón, los sacerdotes, que estaban en los campos de los suburbios de sus ciudades, en cada ciudad, los hombres que fueron nombrados, para dar porciones a todos los varones entre los sacerdotes, y a todos los que fueron contados por genealogías entre los levitas.
- «Los campos de los suburbios de sus ciudades»: véase Levítico 25:32–34; Números 35:2–5[16][18]
- «Expresado por su nombre»: lo que significa que «todos los sacerdotes y levitas mayores de edad fueron recordados sagradamente y cuidadosamente provistos de manera similar»; véase 1 Crónicas 12:31; 2 Crónicas 28:15